# Leyla Zana

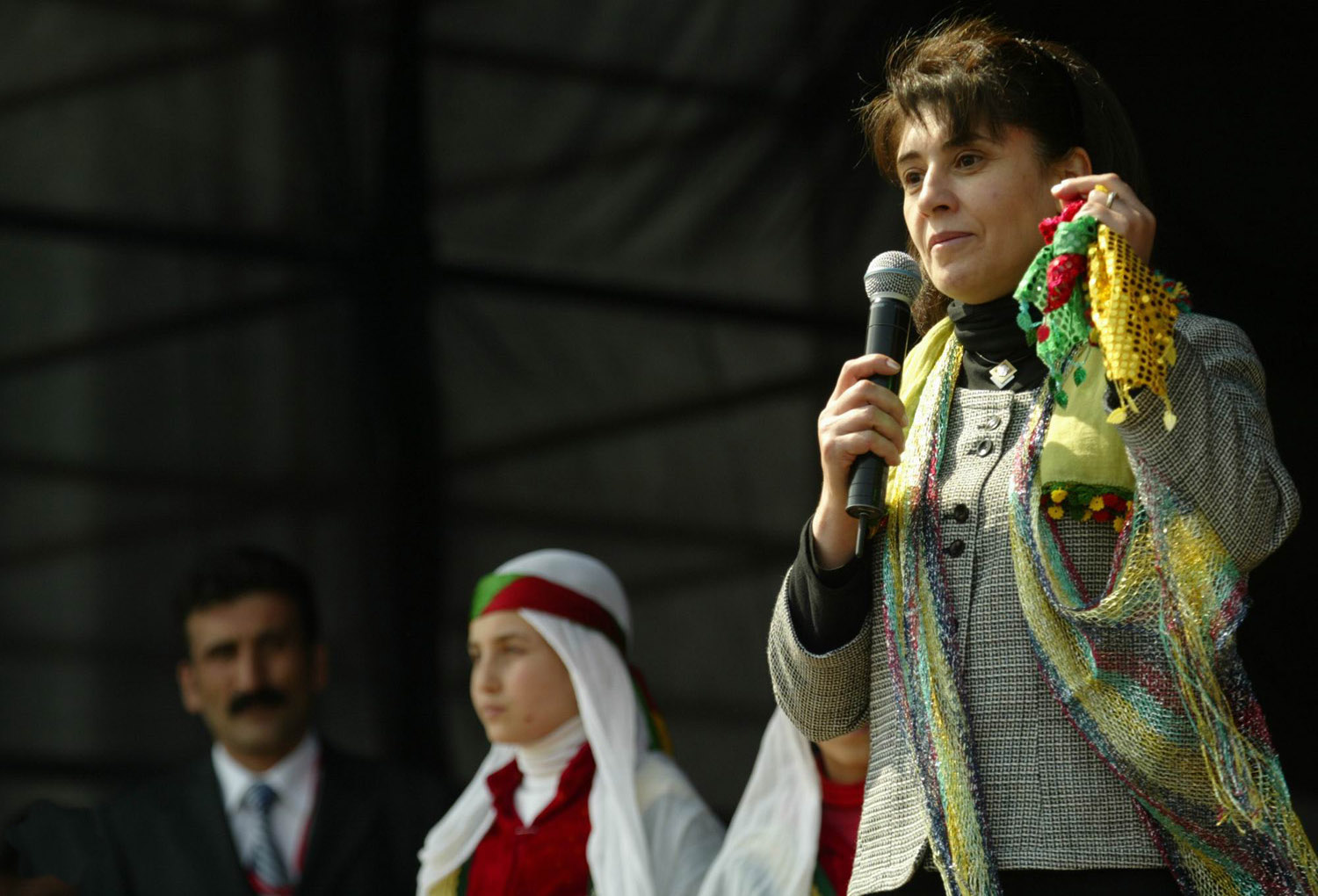
Leyla Zana hält eine Rede während der Newroz-Feierlichkeiten.
(Diyarbakır am 21. März 2007)

Leyla Zana (* 3. Mai 1961 in Silvan, Diyarbakır, Türkei) ist eine Politikerin, Menschenrechtsaktivistin und Abgeordnete der Halkların Demokratik Partisi (HDP) im türkischen Parlament.
Zana wurde wegen Unterstützung einer terroristischen Organisation angeklagt und verbrachte viele Jahre im Gefängnis. Bei der Parlamentswahl am 12. Juni 2011 wurde Leyla Zana als unabhängige und parteilose Abgeordnete in die türkische Nationalversammlung der 24. Legislaturperiode gewählt. Für die folgende Wahl 2015 kandidierte Zana erfolgreich für die Provinz Ağrı.

## Leben

### Familie und Ausbildung
Leyla Zana entstammt einer kurdischen Familie mit vier Schwestern und einem Bruder. Ihr Vater war Angestellter.
Zana wurde mit 14 Jahren mit dem 20 Jahre älteren Bürgermeister von Diyarbakır, Mehdi Zana, verheiratet. Ihr Mann engagierte sich für die Rechte der Kurden und wurde 1980 inhaftiert. Damals hatte Leyla Zana bereits einen Sohn und war schwanger. In der Folge lernte Leyla Zana lesen, schreiben und die türkische Sprache, weil damals die Unterhaltung auf Kurdisch im Gefängnis verboten war.  Sie gründete eine Selbsthilfegruppe für Ehefrauen inhaftierter Männer und wurde Journalistin.

## Politische Tätigkeit und damit verbundene Strafverfolgung
Bei den Parlamentswahlen 1991 wurde Leyla Zana unter anderem mit Hatip Dicle, Orhan Doğan und Selim Sadak auf der SHP-Wahlliste in das türkische Parlament gewählt.

### Amtseid 1991 und folgende Verhaftung
Bei ihrem Amtseid am 6. November 1991 trug Leyla Zana ein Band in den traditionellen kurdischen Farben Gelb, Grün und Rot um den Kopf. Den Loyalitätseid legte sie, so wie es das Gesetz verlangte, in türkischer Sprache ab, fügte dann aber in kurdischer Sprache hinzu: „Es lebe die kurdisch-türkische Brüderschaft.“ Ihre Partei wurde verboten, am 2. März 1994 wurde die parlamentarische Immunität Leyla Zanas und von sechs ihrer Fraktionskollegen aufgehoben. Das Parlament begrüßte die Entscheidung mit Standing Ovations.
Wegen ihres Verhaltens bei der Vereidigung und späterer Reden und Schriften zur Verteidigung der kurdischen Rechte forderte der Staatsanwalt die Todesstrafe. Das Gericht verurteilte Leyla Zana und ihre Kollegen am 8. Dezember 1994 wegen Unterstützung einer terroristischen Organisation zu 15 Jahren Haft. Am 9. Oktober 1998 wurde ihre Strafe um zwei Jahre erhöht.

### Reaktion der EU auf die Verurteilung von Leyla Zana
Im Juni 2002 verurteilte der Europäische Gerichtshof für Menschenrechte das Vorgehen der türkischen Behörden und sprach Leyla eine Entschädigung von 50.000 Euro zu. Im Zuge der Beitrittsverhandlungen der Türkei mit der Europäischen Union lenkte die Türkei als Beitrittskandidat im Frühjahr 2003 ein und nahm das Verfahren wieder auf. Die Verhandlung wurde verschleppt.
Am 21. April 2004 bestätigte das Staatssicherheitsgericht in Ankara die Urteile gegen Leyla Zana, Hatip Dicle, Orhan Doğan und Selim Sadak, so dass es zunächst so aussah, als müssten sie auch den Rest ihrer 15-jährigen Haftstrafe absitzen. Das Urteil löste heftige Proteste unter anderem der Europäischen Union aus. Der damalige Kommissar für Erweiterung Günter Verheugen stellte angesichts des EU-Beitrittswunsches der Türkei fest, dass das Urteil nicht im Einklang mit den Kopenhagener Kriterien sei.

### Entlassung aus dem Gefängnis am 9. Juni 2004
Am 9. Juni 2004 ordnete das Oberste Gericht die vorläufige Freilassung von Leyla Zana und den drei mit ihr Verurteilten an, obwohl erst am 8. Juli 2004 über das weitere Verfahren entschieden werden sollte. Nach dem Verlassen des Gefängnisses wurde Leyla Zana von einer großen Menschenmenge gefeiert, die Freilassung wurde allgemein begrüßt, auch von der türkischen Regierung.
Bei einer erneuten Verhandlung kam die 11. Große Strafkammer in Ankara im März 2007 erneut zu einem Schuldspruch, senkte aber das Strafmaß auf 7,5 Jahre.

### Gründung der Partei DTP 2005
Seit ihrer Freilassung bemühte sie sich um die Gründung einer neuen Partei, der DTP, die im Oktober 2005 gegründet wurde.

### Erneute Anklage und Wiederwahl zur Abgeordneten
Im April 2007 wurde sie wegen Terrorpropaganda zu 2 Jahren Haft verurteilt.
Am 4. Dezember 2008 wurde sie wegen der Mitgliedschaft in einer terroristischen Vereinigung gemäß Art. 314 II des türkischen Strafgesetzbuches zu einer Haftstrafe von zehn Jahren verurteilt, weil sie in einer Presseerklärung die PKK nicht als Terrororganisation verurteilte und Öcalan als Führer des kurdischen Volkes nannte.
Zu den Parlamentswahlen 2011 trat Leyla Zana als unabhängige Kandidatin für die Provinz Diyarbakır an und errang ein Direktmandat.

### Erneute Wiederwahl zur Abgeordneten 2015 und Aberkennung der Abgeordnetenmandats
Bei den beiden Parlamentswahlen im November 2015 wurde sie jeweils für die Partei HDP in der Provinz Ağrı ins Parlament gewählt. Im November 2015 löste sie bei ihrer Vereidigung erneut eine Diskussion aus, als sie die Schwurformel abänderte und statt auf das „türkische Volk“ auf das „Volk der Türkei“ schwor. Nachdem sie bereits wegen des abgeänderten Eides kein Stimmrecht erhalten hatte, wurde ihr im Januar 2018 auch das Mandat entzogen. Als Begründung wurde ihre permanente Abwesenheit im Parlament angeführt.

## Weitere Strafverfolgung und Prozesse
1988 verhaftete man Leyla Zana für 7 Tage, weil sie vor dem Gefängnis in Diyarbakir protestierte.
Der Tageszeitung Hürriyet zufolge sagte Zana, dass sie in dem PKK-Führer Abdullah Öcalan einen der Führer des kurdischen Volkes sehe
Am 10. April 2008 wurde sie vom Gerichtshof in Diyarbakir wegen einer Rede, die sie am Newroz Fest 2007 hielt, wegen „Propaganda für eine verbotene Partei“ zu zwei Jahren Gefängnis verurteilt.
Im Dezember 2008 wurde Leyla Zana wegen Äußerungen in 9 Reden und Mitgliedschaft in einer Terrororganisation zu 10 Jahren Haft verurteilt.
Im April 2010 wurde Leyla Zana für Reden, die sie an einem politischen Kongress und im Rahmen einer Kundgebung hielt, zu drei Jahren Haft verurteilt.
Am 24. Mai 2012 wurde Leyla Zana von einem Gericht in Diyarbakir zu einer Haftstrafe von zehn Jahren verurteilt. In einem Wiederaufnahmeverfahren bestätigte das Gericht eine Entscheidung aus dem Jahre 2008. Der Abgeordneten der Partei für Frieden und Demokratie (BDP) wurde erneut zur Last gelegt, Mitglied einer terroristischen Vereinigung zu sein und in den Jahren 2007 und 2008 in verschiedenen Reden Propaganda für die PKK verbreitet zu haben. Das Gericht in Diyarbakir hatte Zana bereits im Jahr 2008 wegen dieser Reden zu einer zehnjährigen Haftstrafe verurteilt. Das Oberste Berufungsgericht in Ankara hatte das Urteil allerdings im vergangenen Jahr aufgehoben und eine Neuverhandlung angeordnet. Das Gericht in Diyarbakir bestätigte nun sein früheres Urteil. Darüber hinaus widerrief das Gericht auch Zanas Wahlrecht sowie den Anspruch auf ein politisches Amt. Als Mitglied des türkischen Parlaments genießt Leyla Zana bis zum Ende ihrer Mandatschaft Immunität.

## Positionen
Während einer Wahlkundgebung hielt Zana eine Rede, in der sie Abdullah Öcalan als einen der drei Führer der Kurden bezeichnete. Die Verhaftung Öcalans sei ein politisches Erdbeben in der Seele der Kurden gewesen.
Bei einer Ansprache forderte Zana, dass die Türkei in Bundesländer aufgeteilt werden sollte, unter anderem auch in ein Bundesland namens Kurdistan.
Während einer Wahlkundgebung in Bingöl am 20. Juli 2007 erklärte Zana:
„Man sagt zu mir, ich sei Diyarbakirer, ich bin keine Diyarbakirer, ich bin Kurdistaner. Man sagt, hier sei der Osten, der Südosten, hier ist nicht der Osten, der Südosten hier ist Kurdistan. Uns nennt man Separatisten. Aber eigentlich gehört dieses Land auch uns.“

## Auszeichnungen
- 1994: Professor-Thorolf-Rafto-Gedenkpreis
- 1995: Sacharow-Preis
- 1995: Bruno-Kreisky-Preis für Verdienste um die Menschenrechte
- 1995: Aachener Friedenspreis
- 2009: Höchster Preis der türkischen Menschenrechtsorganisation İHD
- Ehrenbürgerin von Genf
- Nominierung für den Friedensnobelpreis 1995 und 1998